# 開局70周年 もっと一緒に!文化放送リスナー大感謝スペシャル「きっかけはラジオ」
『開局70周年 もっと一緒に!文化放送リスナー大感謝スペシャル「きっかけはラジオ」』（かいきょく70しゅうねん もっといっしょに!ぶんかほうそうリスナーだいかんしゃスペシャル「きっかけはラジオ」）
は、2022年3月31日から4月3日に文化放送で放送された特別番組。

## 概要
文化放送は1952年3月31日に開局し、2022年に開局70周年を迎える。これにあわせる形で1年前の2021年3月末よりアニバーサリーイヤー企画の展開を開始、その締めくくりとして開局記念日を挟む3月28日から4月3日を「開局70周年ウィーク」と位置づけ、さらに開局記念日の3月31日22時から70周年にちなむ形で70時間の特別番組として編成する。
この特別番組では通常のレギュラー番組も含める形で編成されるだけなく、過去の人気番組の一日限りの復活放送や、新旧人気番組の特別企画も実施する。
メインパーソナリティは「開局70周年ウィーク」のアンバサダーも務めるいとうあさこ、田村淳（ロンドンブーツ1号2号）、村上信五（関ジャニ∞）の3人が担当、3人は番組の随所で出演する。

## 出演者

### メインパーソナリティ
- いとうあさこ
- 田村淳（ロンドンブーツ1号2号）
- 村上信五（関ジャニ∞）

## タイムテーブル
※文化放送ニュース・天気予報・交通情報は割愛。
参照出典：

### 3月31日
- 22:00 - 4月1日1:00：『レコメン!』
  - パーソナリティ：桐山照史・中間淳太（ジャニーズWEST）
  - ゲスト：村上信五、いとうあさこ、田村淳
  - 特番のオープニング番組として放送。Sexy Zoneや永瀬廉（King & Prince）などがコメントを寄せるほか、佐久間大介（Snow Man）もスタジオ出演する。

### 4月1日
- 1:00 - 3:00：『今田耕司・東野幸治のCome on FUNKY Lips!』
  - パーソナリティ：今田耕司、東野幸治
  - 1994年4月から1999年9月に放送された『Come on FUNKY Lips!』が23年ぶりに一夜限りの復活放送を行う[6]。
- 3:00 - 4:44：『いとうあさこのセイ!ヤング』
  - パーソナリティ：いとうあさこ
  - 文化放送の看板番組『セイ!ヤング』の開局70周年記念版としていとうが担当[6]。当時の雰囲気を再現しながら生放送で送る。
  - 同枠のレギュラー番組『ヴァイナル・ミュージック〜歌謡曲2.0〜』ネット局では5:00まで放送。
- 9:00 - 11:00：『決定!全日本歌謡選抜 復活特番!』
  - パーソナリティ：野村邦丸
  - ゲスト：丹羽孝子
- 11:00 - 13:00：『SUPER COUNTDOWN 50 復活特番!』
  - パーソナリティ：砂山圭大郎
  - コメントゲスト：竹内靖夫、斉藤一美、吉田涙子
  - 文化放送の新旧音楽ランキング番組の復活放送で、当日は1977年から2000年代（実際には2006年まで）の年間チャート1位を獲得した楽曲を当時の番組さながらに放送、ゆかりのある人物（歴代パーソナリティ）もコメント出演する。
- 13:00 - 15:30『大竹まこと ゴールデンラジオ!』
  - パーソナリティ：大竹まこと、室井佑月、鈴木純子
  - ゲスト：高田純次
  - 大竹の盟友であり、長らく文化放送でパーソナリティを務める高田をゲストに迎える。
- 15:30 - 17:45：『梶原しげるの本気でDONDON』
  - パーソナリティ：梶原しげる、伊藤佳子、井崎脩五郎、鈴木敏夫他
  - 1988年4月から12年間にわたって放送したニュース番組の復活放送。番組誕生秘話を明かすとともに、ゲリラ取材の思い出も振り返る。
- 21:00 - 22:30：『ラランド・サーヤの虎視舌々』
  - パーソナリティ：サーヤ（ラランド）
  - ゲスト：高山一実
  - 4月からの新ワイド番組『おとなりさん』の木曜パーソナリティを担当する高山をゲストに迎える。

### 4月2日
- 3:00 - 4:44：『ヴァイナル・ミュージック〜歌謡曲2.0〜』
  - パーソナリティ：武田鉄矢
  - 『ヴァイナル・ミュージック』の特別版として武田をパーソナリティに迎え、選曲も武田自ら担当する。
  - ネット局では5:00まで放送。
- 7:00 - 9:00：『ラジオのあさこ』
  - パーソナリティ：いとうあさこ
  - ゲスト：大久保佳代子（オアシズ）
- 9:00 - 10:00：『村上信五くんと経済クン』
  - パーソナリティ：村上信五
  - ゲスト：秋元康
  - 自身のキャリアの始まりがラジオという秋元をゲストに、ラジオの今後や10年後の日本について村上と語り合う。
- 11:00 - 13:00：『ますだおかだ岡田圭右とアンタッチャブル柴田英嗣のおかしば』
  - パーソナリティ：岡田圭右、柴田英嗣
  - ゲスト：伊東四朗、いとうあさこ、田村淳
  - 土曜日のパーソナリティが集まり、自身のまわりで起きた「ラジオ」に関連している事件を発表、優秀なエピソードを伊東が判定する。
- 13:00 - 15:00：『ロンドンブーツ1号2号 田村淳のNewsCLUB』
  - パーソナリティ：田村淳
  - ゲスト：伊東四朗、いとうあさこ
  - 長らく文化放送の土曜の顔を務めた伊東に関するクイズ企画を実施。
- 15:00 - 17:00：『伊東四朗 吉田照美　親父・熱愛』
  - パーソナリティ：伊東四朗、吉田照美
  - 開局70周年キャッチコピー「もっと過激に もっと優しく」にちなんで「もっと●●にこだわる」というテーマで番組を展開。
- 19:00 - 21:00：『祝！文化放送開局70周年 ノン子とのび太のアニメスクランブル〜アニラジの歴史はここから始まった〜』
  - パーソナリティ：日髙のり子、長谷川のび太
  - ゲスト：林原めぐみ、櫻井孝宏、青山剛昌（コメント出演）
  - 1991年4月に開始、現在は超!A&G+での配信ながら文化放送A&Gゾーンに属する番組では最長である『アニメスクランブル』の特別版として放送し、これまでのアニラジの歴史を振り返る[7]。

### 4月3日
- 7:00 - 7:55：『志の輔ラジオ 落語DEデート』
  - パーソナリティ：立川志の輔
  - ゲスト：中田花奈
  - 4月からの新ワイド番組『西川あやの おいでよ!クリエイティ部』の木曜コメンテーターを担当する中田をゲストに迎える。
- 10:00 - 12:00『阿川佐和子&ふかわりょう 日曜のほとり』
  - パーソナリティ：阿川佐和子、ふかわりょう
  - 開局翌年の1953年に開始した長寿番組『朝の小鳥』とのコラボ企画を行う。
- 12:00 - 14:00『ミスDJリクエストパレード360』
  - パーソナリティ：千倉真理
  - コメントゲスト：加藤タキ、長野智子
  - 1981年のミスDJ選考会で審査員を務めた加藤や、かつてパーソナリティを務めた長野など、番組ゆかりの人物からのコメントを紹介。
- 14:00 - 16:00：『吉田照美のてるてるワイド』
  - パーソナリティ：吉田照美
  - ゲスト：小山薫堂、宮沢章夫
  - 1980年から1987年に放送され中高生に人気を博した『てるてるワイド』の復活放送。総合プロデューサーは同番組の元リスナーで、入社後は『吉田照美のやる気MANMAN!』などで番組を担当した、文化放送社長の斉藤清人が担当[8]。
- 18:00 - 19:00：『文化放送開局70周年記念特番 乃木坂46の「の」×日向坂46の「ひ」』
  - パーソナリティ：筒井あやめ、清宮レイ（乃木坂46）、上村ひなの、髙橋未来虹（日向坂46）
  - 毎週日曜日18時から放送されている『乃木坂46の「の」』と18時30分から放送されている『日向坂46の「ひ」』の2番組による合同特番。お互いの番組のコーナーを実施する他、出演メンバーへの質問企画も放送する[9]。
  - 当初は『レコメン!』水曜日にレギュラー出演している田村真佑が出演予定だったが、収録時点で新型コロナウイルスの濃厚接触者の可能性があった為、出演者が清宮に変更となった[10][11]。
- 19:00 - 20:00『秋元真夏(乃木坂46) 卒業アルバムに1人はいそうな人を探すラジオ サンデー』
  - パーソナリティ：秋元真夏（乃木坂46（当時））
  - ゲスト：村上信五、いとうあさこ、田村淳
  - 70時間特番のフィナーレとしてメインパーソナリティの3人とともに今後のラジオへの想いを語る。